# Coppa d'Asia
La Coppa d'Asia, ufficialmente AFC Asian Cup, organizzata dall'AFC, è una competizione calcistica che mette di fronte le nazionali maschili asiatiche. Dal 2007 vi partecipa anche l'Australia.
Si svolse con cadenza quadriennale dalla prima edizione del 1956 (ad Hong Kong) al 2004 (in Cina), anno in cui la concomitanza con le Olimpiadi di Atene e il campionato europeo di calcio spinsero l'AFC a programmare la successiva edizione di lì a tre anni, nel 2007 (ospitata in Indonesia, Malaysia, Thailandia e Vietnam), per poi tornare al ciclo precedente, cadendo negli anni dispari.
Nelle 18 edizioni finora disputate, il Giappone è la nazionale con il maggior numero di successi, con quattro vittorie. Seguono Arabia Saudita e Iran con tre vittorie, Corea del Sud e Qatar con due, e Australia, Iraq, Israele (non più militante dell'AFC) e Kuwait con una vittoria a testa. La Corea del Sud e l'Iran sono le nazionali con il maggior numero di partecipazioni alla fase finale (16). Tra le nazionali vincitrici delle prime edizioni vi sono la Corea del Sud (due volte) e l'Iran (tre).
L'edizione del 2019 è stata la prima a presentare l'allargamento delle partecipanti da 16 a 24 squadre, con una doppia fase di qualificazione che era valida anche come eliminatoria per il campionato del mondo 2018.
A differenza di altre competizioni calcistiche la Coppa d'Asia ha visto variare più volte il periodo dell'anno in cui è stata disputata, per consentire un migliore adattamento al clima del paese ospitante. Nel 2007 si giocò nel mese di luglio, mentre dall'edizione seguente è stata giocata sempre nel mese di gennaio.

## Storia
Una competizione panasiatica fu proposta per la prima volta dopo la fine della seconda guerra mondiale, ma non fu attuata fino agli anni '50. Nel 1956, due anni dopo la nascita dell'AFC, si è tenuta la prima edizione della Coppa d'Asia, alla quale hanno partecipato sette dei dodici membri fondatori dell'AFC, rendendo il torneo il secondo più antico del mondo ancora esistente dopo la Coppa America.
Di seguito un riepilogo delle formule del torneo:
- 1956-1964: 4 squadre in un gruppo unico;
- 1968: 5 squadre in un gruppo unico;
- 1972-1976: 6 squadre divise in due gruppi da 3 squadre ciascuno, semifinali e finali;
- 1980-1988: 10 squadre divise in due gruppi da 5 squadre ciascuno, semifinali e finali;
- 1992: 8 squadre divise in due gruppi da 4 squadre ciascuno, semifinali e finali;
- 1996-2000: 12 squadre divise in tre gruppi da 4 squadre ciascuno quarti di finale, con partecipazione delle due migliori terze classificate, semifinali e finali;
- 2004-2015: 16 squadre divise in quattro gruppi da 4 squadre ciascuno, quarti di finale, semifinali e finali.
- Dal 2019: 24 squadre divise in sei gruppi da 4 squadre ciascuno, ottavi di finale, con partecipazione delle quattro migliori terze classificate, quarti di finale, semifinali e finale, con abolizione della finale per il terzo posto.

La nazione ospitante è qualificata d'ufficio alla fase finale del torneo. Dal 1972 al 2004 anche i campioni d'Asia in carica sono stati qualificati d'ufficio alla fase finale del torneo. Inoltre nel 2011 e nel 2015 sono stati qualificati d'ufficio alla fase finale del torneo anche la seconda e la terza classificata dell'edizione precedente e le vincenti delle due edizioni dell'AFC Challenge Cup precedenti al torneo stesso.

## Albo d'oro
| 1956 | Hong Kong                                | Corea del Sud  | n/a                                                               | Israele             | Hong Kong                  | n/a                                                               | Vietnam del Sud            |
| 1960 | Corea del Sud                            | Corea del Sud  | n/a                                                               | Israele             | Taiwan                     | n/a                                                               | Vietnam del Sud            |
| 1964 | Israele                                  | Israele        | n/a                                                               | India               | Corea del Sud              | n/a                                                               | Hong Kong                  |
| 1968 | Iran                                     | Iran           | n/a                                                               | Birmania            | Israele                    | n/a                                                               | Taiwan                     |
| 1972 | Thailandia                               | Iran           | 2 - 1 Stadio nazionale, Bangkok                                   | Corea del Sud       | Thailandia                 | 2 - 2 (dts) 5 - 3 (dtr) Stadio nazionale, Bangkok                 | Repubblica Khmer           |
| 1976 | Iran                                     | Iran           | 1 - 0 Stadio Azadi, Teheran                                       | Kuwait              | Cina                       | 1 - 0 Stadio Azadi, Teheran                                       | Iraq                       |
| 1980 | Kuwait                                   | Kuwait         | 3 - 0 Stadio Sabah Al Salem, Al Kuwait                            | Corea del Sud       | Iran                       | 3 - 0 Stadio Sabah Al Salem, Al Kuwait                            | Corea del Nord             |
| 1984 | Singapore                                | Arabia Saudita | 2 - 0 Stadio nazionale, Kallang                                   | Cina                | Kuwait                     | 1 - 1 (dts) 3 - 2 (dtr) Stadio nazionale, Kallang                 | Iran                       |
| 1988 | Qatar                                    | Arabia Saudita | 0 - 0 (dts) 4 - 3 (dtr) Stadio Hamad bin Khalifa, Doha            | Corea del Sud       | Iran                       | 0 - 0 (dts) 3 - 0 (dtr) Stadio Hamad bin Khalifa, Doha            | Cina                       |
| 1992 | Giappone                                 | Giappone       | 1 - 0 Hiroshima Big Arch, Hiroshima                               | Arabia Saudita      | Cina                       | 1 - 1 (dts) 3 - 2 (dtr) Hiroshima Big Arch, Hiroshima             | Emirati Arabi Uniti        |
| 1996 | Emirati Arabi Uniti                      | Arabia Saudita | 0 - 0 (dts) 4 - 2 (dtr) Stadio Città dello sport Zayed, Abu Dhabi | Emirati Arabi Uniti | Iran                       | 1 - 1 (dts) 3 - 2 (dtr) Stadio Città dello sport Zayed, Abu Dhabi | Kuwait                     |
| 2000 | Libano                                   | Giappone       | 1 - 0 Stadio Città dello sport Camille Chamoun, Beirut            | Arabia Saudita      | Corea del Sud              | 1 - 0 Stadio Città dello sport Camille Chamoun, Beirut            | Cina                       |
| 2004 | Cina                                     | Giappone       | 3 - 1 Stadio dei Lavoratori, Pechino                              | Cina                | Iran                       | 4 - 2 Stadio dei Lavoratori, Pechino                              | Bahrein                    |
| 2007 | Indonesia, Malaysia, Thailandia, Vietnam | Iraq           | 1 - 0 Stadio Gelora Bung Karno, Giacarta                          | Arabia Saudita      | Corea del Sud              | 0 - 0 (dts) 6 - 5 (dtr) Stadio Gelora Sriwijaya, Palembang        | Giappone                   |
| 2011 | Qatar                                    | Giappone       | 1 - 0 (dts) Stadio Internazionale Khalifa, Doha                   | Australia           | Corea del Sud              | 3 - 2 Stadio Jassim bin Hamad, Doha                               | Uzbekistan                 |
| 2015 | Australia                                | Australia      | 2 - 1 (dts) Stadium Australia, Sydney                             | Corea del Sud       | Emirati Arabi Uniti        | 3 - 2 Newcastle International Sports Centre, Newcastle            | Iraq                       |
| 2019 | Emirati Arabi Uniti                      | Qatar          | 3 - 1 Stadio Città dello sport Zayed, Abu Dhabi                   | Giappone            | Emirati Arabi Uniti e Iran | Emirati Arabi Uniti e Iran                                        | Emirati Arabi Uniti e Iran |
| 2023 | Qatar                                    | Qatar          | 3 - 1 Stadio Iconico, Lusail                                      | Giordania           | Corea del Sud e Iran       | Corea del Sud e Iran                                              | Corea del Sud e Iran       |
| 2027 | Arabia Saudita                           |                | - Stadio internazionale Re Fahd, Riad                             |                     |                            |                                                                   |                            |

## Medagliere
| Squadra             | Vittorie | Secondi posti | Terzi posti | Quarti posti | Semifinalista | Totale podi | Tot. primi quattro | Edizioni vinte         | Partecipazioni |
| ------------------- | -------- | ------------- | ----------- | ------------ | ------------- | ----------- | ------------------ | ---------------------- | -------------- |
| Giappone            | 4        | 1             | -           | 1            | -             | 5           | 6                  | 1992, 2000, 2004, 2011 | 10             |
| Arabia Saudita      | 3        | 3             | -           | -            | -             | 6           | 6                  | 1984, 1988, 1996       | 11             |
| Iran                | 3        | -             | 4           | 1            | 2             | 9           | 10                 | 1968, 1972, 1976       | 15             |
| Corea del Sud       | 2        | 4             | 4           | -            | 1             | 11          | 11                 | 1956, 1960             | 15             |
| Qatar               | 2        | -             | -           | -            | -             | 2           | 2                  | 2019, 2023             | 11             |
| Israele             | 1        | 2             | 1           | -            | -             | 4           | 4                  | 1964                   | 4              |
| Kuwait              | 1        | 1             | 1           | 1            | -             | 3           | 4                  | 1980                   | 10             |
| Australia           | 1        | 1             | -           | -            | -             | 2           | 2                  | 2015                   | 5              |
| Iraq                | 1        | -             | -           | 2            | -             | 1           | 3                  | 2007                   | 10             |
| Cina                | -        | 2             | 2           | 2            | -             | 4           | 6                  | -                      | 13             |
| Emirati Arabi Uniti | -        | 1             | 1           | 1            | 1             | 3           | 4                  | -                      | 11             |
| Birmania            | -        | 1             | -           | -            | -             | 1           | 1                  | -                      | 1              |
| Giordania           | -        | 1             | -           | -            | -             | 1           | 1                  | -                      | 5              |
| India               | -        | 1             | -           | -            | -             | 1           | 1                  | -                      | 5              |
| Hong Kong           | -        | -             | 1           | 1            | -             | 1           | 2                  | -                      | 4              |
| Taipei cinese       | -        | -             | 1           | 1            | -             | 1           | 2                  | -                      | 2              |
| Thailandia          | -        | -             | 1           | -            | -             | 1           | 1                  | -                      | 8              |
| Vietnam del Sud     | -        | -             | -           | 2            | -             | -           | 2                  | -                      | 2              |
| Bahrein             | -        | -             | -           | 1            | -             | -           | 1                  | -                      | 7              |
| Cambogia            | -        | -             | -           | 1            | -             | -           | 1                  | -                      | 1              |
| Corea del Nord      | -        | -             | -           | 1            | -             | -           | 1                  | -                      | 5              |
| Uzbekistan          | -        | -             | -           | 1            | -             | -           | 1                  | -                      | 8              |

### Miglior prestazione di ogni squadra
Campione d'Asia
- 4  Giappone (1992, 2000, 2004, 2011)
- 3  Iran (1968, 1972, 1976),  Arabia Saudita (1984, 1988, 1996)
- 2  Corea del Sud (1956, 1960),  Qatar (2019, 2023)
- 1  Israele (1964),  Kuwait (1980),  Iraq (2007),  Australia (2015)

Secondo posto
- 2  Cina (1984, 2004)
- 1  India (1964),  Birmania (1968),  Emirati Arabi Uniti (1996),  Giordania (2023)

Terzo posto
- 1  Hong Kong (1956),  Taiwan (1960),  Thailandia (1972)

Quarto posto
- 2  Vietnam del Sud (1956, 1960)
- 1  Repubblica Khmer (1972),  Corea del Nord (1980),  Bahrein (2004),  Uzbekistan (2011)

Quarti di finale
- 1  Vietnam (2007),  Tagikistan (2023)

Ottavi di finale
- 1  Kirghizistan,  Oman (2019),  Palestina,  Siria (2023)

Primo turno
- 4  Indonesia (1996, 2000, 2004, 2007),  Malaysia (1976, 1980, 2007, 2023)
- 3  Libano (2000, 2019, 2023)
- 2  Turkmenistan (2004, 2019)
- 1  Yemen del Sud (1976),  Bangladesh (1980),  Singapore (1984),  Filippine,  Yemen (2019)

### Ultimo titolo
- Qatar: 2023
- Australia: 2015
- Giappone: 2011
- Iraq: 2007
- Arabia Saudita: 1996
- Kuwait: 1980
- Iran: 1976
- Israele1: 1964
- Corea del Sud: 1960

1dal 1974 non più membro AFC

### Primo titolo
- Corea del Sud: 1956
- Israele: 1964
- Iran: 1968
- Kuwait: 1980
- Arabia Saudita: 1984
- Giappone: 1992
- Iraq: 2007
- Australia1: 2015
- Qatar: 2019

1 Membro AFC dal 2006

## Paesi ospitanti
| N° | Paese               | Anno/i           |
| -- | ------------------- | ---------------- |
| 3  | Qatar               | 1988, 2011, 2023 |
| 2  | Iran                | 1968, 1976       |
| 2  | Thailandia          | 1972, 2007       |
| 2  | Emirati Arabi Uniti | 1996, 2019       |
| 1  | Hong Kong           | 1956             |
| 1  | Corea del Sud       | 1960             |
| 1  | Israele             | 1964             |
| 1  | Kuwait              | 1980             |
| 1  | Singapore           | 1984             |
| 1  | Giappone            | 1992             |
| 1  | Libano              | 2000             |
| 1  | Cina                | 2004             |
| 1  | Indonesia           | 2007             |
| 1  | Malaysia            | 2007             |
| 1  | Vietnam             | 2007             |
| 1  | Australia           | 2015             |
| 1  | Arabia Saudita      | 2027             |

## Statistiche

### Classifica assoluta dei marcatori
| Giocatore          | Nazionale           | Gol |
| ------------------ | ------------------- | --- |
| Ali Daei           | Iran                | 14  |
| Lee Dong-gook      | Corea del Sud       | 10  |
| Naohiro Takahara   | Giappone            | 9   |
| Ali Mabkhout       | Emirati Arabi Uniti | 9   |
| Almoez Ali         | Qatar               | 9   |
| Jasem Al-Huwaidi   | Kuwait              | 8   |
| Younis Mahmoud     | Iraq                | 8   |
| Behtash Fariba     | Iran                | 7   |
| Hossein Kalani     | Iran                | 7   |
| Choi Soon-ho       | Corea del Sud       | 7   |
| Faisal Al-Dakhil   | Kuwait              | 7   |
| Yasser Al-Qahtani  | Arabia Saudita      | 6   |
| Alexander Geynrikh | Uzbekistan          | 6   |
| Tim Cahill         | Australia           | 6   |
| Ahmed Khalil       | Emirati Arabi Uniti | 6   |
| Sardar Azmoun      | Iran                | 6   |

### Capocannonieri delle singole edizioni
| Anno | Capocannoniere                                    | Nazionale                    | Gol |
| ---- | ------------------------------------------------- | ---------------------------- | --- |
| 1956 | Nahum Stelmach                                    | Israele                      | 4   |
| 1960 | Cho Yoon-ok                                       | Corea del Sud                | 4   |
| 1964 | Mordechai Spiegler Inder Singh                    | Israele India                | 2   |
| 1968 | Homayoun Behzadi Moshe Romano Giora Spiegel       | Iran Israele                 | 4   |
| 1972 | Hossein Kalani Park Lee-Chun                      | Iran Corea del Sud           | 5   |
| 1976 | Naser Nouraei Gholam Hossein Mazloomi Fathi Kamel | Iran Kuwait                  | 3   |
| 1980 | Choi Soon-Ho Behtash Fariba                       | Corea del Sud Iran           | 7   |
| 1984 | Shahrokh Bayani Nasser Mohammadkhani Jia Xiuquan  | Iran Cina                    | 3   |
| 1988 | Lee Tae-Ho                                        | Corea del Sud                | 3   |
| 1992 | Fahad Al-Bishi                                    | Arabia Saudita               | 3   |
| 1996 | Ali Daei                                          | Iran                         | 8   |
| 2000 | Lee Dong-gook                                     | Corea del Sud                | 6   |
| 2004 | Ali Karimi A'ala Hubail                           | Iran Bahrein                 | 5   |
| 2007 | Younis Mahmoud Yasser Al-Qahtani Naohiro Takahara | Iraq Arabia Saudita Giappone | 4   |
| 2011 | Koo Ja-Cheol                                      | Corea del Sud                | 5   |
| 2015 | Ali Mabkhout                                      | Emirati Arabi Uniti          | 5   |
| 2019 | Almoez Ali                                        | Qatar                        | 9   |
| 2023 | Akram Afif                                        | Qatar                        | 8   |

### Miglior giocatore
| Anno | Giocatore         | Nazionale     |
| ---- | ----------------- | ------------- |
| 1972 | Ebrahim Ashtiani  | Iran          |
| 1976 | Ali Parvin        | Iran          |
| 1980 | Behtash Fariba    | Iran          |
| 1984 | Jia Xiuquan       | Cina          |
| 1988 | Kim Joo-Sung      | Corea del Sud |
| 1992 | Takuya Takagi     | Giappone      |
| 1996 | Khodadad Azizi    | Iran          |
| 2000 | Hiroshi Nanami    | Giappone      |
| 2004 | Shunsuke Nakamura | Giappone      |
| 2007 | Younis Mahmoud    | Iraq          |
| 2011 | Keisuke Honda     | Giappone      |
| 2015 | Massimo Luongo    | Australia     |
| 2019 | Almoez Ali        | Qatar         |
| 2023 | Akram Afif        | Qatar         |

### Miglior portiere
| Anno | Giocatore       | Nazionale |
| ---- | --------------- | --------- |
| 2015 | Mathew Ryan     | Australia |
| 2019 | Saad Al Sheeb   | Qatar     |
| 2023 | Meshaal Barsham | Qatar     |

### Giocatori con maggior numero di edizioni disputate
| Pres.            | Giocatore           | Nazionale              | Anno                         |
| ---------------- | ------------------- | ---------------------- | ---------------------------- |
| 5                | Ignatiy Nesterov    | Uzbekistan             | 2004, 2007, 2011, 2015, 2019 |
| 4                |                     |                        |                              |
| Adnan Al-Talyani | Emirati Arabi Uniti | 1984, 1988, 1992, 1996 |                              |
| Li Ming          | Cina                | 1992, 1996, 2000, 2004 |                              |
| Mehdi Mahdavikia | Iran                | 1996, 2000, 2004, 2007 |                              |
| Server Djeparov  | Uzbekistan          | 2004, 2007, 2011, 2015 |                              |
| Yasuhito Endo    | Giappone            | 2004, 2007, 2011, 2015 |                              |
| Timur Kapadze    | Uzbekistan          | 2004, 2007, 2011, 2015 |                              |
| Saud Kariri      | Arabia Saudita      | 2004, 2007, 2011, 2015 |                              |
| Younis Mahmoud   | Iraq                | 2004, 2007, 2011, 2015 |                              |
| Bilal Mohammed   | Qatar               | 2004, 2007, 2011, 2015 |                              |
| Javad Nekounam   | Iran                | 2004, 2007, 2011, 2015 |                              |
| Marat Bikmaev    | Uzbekistan          | 2004, 2007, 2011, 2019 |                              |
| Ismail Matar     | Emirati Arabi Uniti | 2004, 2007, 2011, 2019 |                              |
| Ahmed Kano       | Oman                | 2004, 2007, 2015, 2019 |                              |
| Zheng Zhi        | Cina                | 2004, 2007, 2015, 2019 |                              |
| Waleed Abdullah  | Arabia Saudita      | 2007, 2011, 2015, 2019 |                              |
| Anzur Ismailov   | Uzbekistan          | 2007, 2011, 2015, 2019 |                              |
| Amer Shafi       | Giordania           | 2004, 2011, 2015, 2019 |                              |
| Masoud Shojaei   | Iran                | 2007, 2011, 2015, 2019 |                              |

### Allenatori della squadra campione
| Anno | Squadra campione | Allenatore              |
| ---- | ---------------- | ----------------------- |
| 1956 | Corea del Sud    | Lee Yoo-hyung           |
| 1960 | Corea del Sud    | Kim Yong-sik            |
| 1964 | Israele          | Yosef Merimovich        |
| 1968 | Iran             | Mahmoud Bayati          |
| 1972 | Iran             | Mohammad Ranjbar        |
| 1976 | Iran             | Heshmat Mohajerani      |
| 1980 | Kuwait           | Carlos Alberto Parreira |
| 1984 | Arabia Saudita   | Khalil Al-Zayani        |
| 1988 | Arabia Saudita   | Carlos Alberto Parreira |
| 1992 | Giappone         | Hans Ooft               |
| 1996 | Arabia Saudita   | Nelo Vingada            |
| 2000 | Giappone         | Philippe Troussier      |
| 2004 | Giappone         | Zico                    |
| 2007 | Iraq             | Jorvan Vieira           |
| 2011 | Giappone         | Alberto Zaccheroni      |
| 2015 | Australia        | Ange Postecoglou        |
| 2019 | Qatar            | Félix Sánchez           |
| 2023 | Qatar            | Tintín Márquez          |

### XI All Star Team
| Anno | Portieri                                       | Difensori                                                                                                | Centrocampisti | Attaccanti                                                                          |
| ---- | ---------------------------------------------- | --- | --- | ----------------------------------------------------------------------------------- |
| 1980 | Nasser Hejazi                                  | Naeem Saad Soh Chin Aun Mahboub Juma'a Mehdi Dinvarzadeh                                                 | Abdolreza Barzegari Saad Al-Houti Lee Young-moo                                                                       | Choi Soon-ho Faisal Al-Dakhil Jasem Yaqoub                                          |
| 1988 | Zhang Huikang Abdullah Al-Deayea               | Mohamed Al-Jawad Saleh Nu'eimeh Park Kyung-hoon Chung Yong-hwan                                          | Xie Yuxin Mohamed Salim Mahboub Juma'a Sirous Ghayeghran Chung Hae-won Adel Khamis Abdulaziz Al-Hajeri Byun Byung-joo | Youssef Al-Thunayan Majed Abdullah Kim Joo-sung Wang Baoshan                        |
| 1996 | Mohamed Al-Deayea                              | Abdullah Zubromawi Yousef Saleh Mohammad Khakpour                                                        | Mehrdad Minavand Mohamed Ali Khalid Al-Muwallid Saad Bakheet Mubarak                                                  | Fahad Al-Mehallel Jasem Al-Huwaidi Ali Daei                                         |
| 2000 | Jiang Jin                                      | Hong Myung-bo Mohammed Al-Khilaiwi Jamal Mubarak                                                         | Hiroshi Nanami Nawaf Al-Temyat Abbas Obeid Karim Bagheri Shunsuke Nakamura                                            | Lee Dong-gook Naohiro Takahara                                                      |
| 2004 | Yoshikatsu Kawaguchi                           | Tsuneyasu Miyamoto Yūji Nakazawa Zheng Zhi Mehdi Mahdavikia                                              | Shunsuke Nakamura Shao Jiayi Zhao Junzhe Talal Yousef                                                                 | A'ala Hubail Ali Karimi                                                             |
| 2007 | Lee Woon-jae                                   | Yūji Nakazawa Lucas Neill Bassim Abbas Rahman Rezaei                                                     | Shunsuke Nakamura Harry Kewell Lee Chun-soo Nashat Akram                                                              | Naohiro Takahara Yasser Al-Qahtani                                                  |
| 2015 | Mathew Ryan                                    | Dhurgham Ismail Kwak Tae-hwi Trent Sainsbury Cha Du-ri                                                   | Massimo Luongo Omar Abdulrahman Ki Sung-yueng                                                                         | Ali Mabkhout Tim Cahill Son Heung-min                                               |
| 2019 | Alireza Beiranvand Shūichi Gonda Saad Al Sheeb | Bandar Al-Ahbabi Boualem Khoukhi Maya Yoshida Bassam Al-Rawi Yūto Nagatomo Abdelkarim Hassan Kim Min-jae | Omid Ebrahimi Abdulaziz Hatem Ashkan Dejagah Tom Rogić Gaku Shibasaki Hassan Al-Haydos                                | Akram Afif Almoez Ali Sardar Azmoun Nguyễn Quang Hải Wu Lei Ali Mabkhout Yūya Ōsako |

### Esordienti
| Anno | Squadre                                                       |
| 1956 | Corea del Sud, Hong Kong, Israele, Vietnam del Sud            |
| 1960 | Taiwan                                                        |
| 1964 | India                                                         |
| 1968 | Birmania, Iran                                                |
| 1972 | Cambogia, Iraq, Kuwait, Thailandia                            |
| 1976 | Cina, Malaysia, Yemen del Sud                                 |
| 1980 | Bangladesh, Corea del Nord, Emirati Arabi Uniti, Qatar, Siria |
| 1984 | Arabia Saudita, Singapore                                     |
| 1988 | Bahrein, Giappone                                             |
| 1996 | Indonesia, Uzbekistan                                         |
| 2000 | Libano                                                        |
| 2004 | Giordania, Oman, Turkmenistan                                 |
| 2007 | Australia1, Vietnam                                           |
| 2015 | Palestina                                                     |
| 2019 | Filippine, Kirghizistan, Yemen                                |
| 2023 | Tagikistan                                                    |

1 Membro AFC dal 2006

### Ultima qualificazione
| Anno | Squadre |
| 2027 | Arabia Saudita, Australia, Bahrein, Cina, Corea del Nord, Corea del Sud, Emirati Arabi Uniti, Giappone, Giordania, Indonesia, Iran, Iraq, Kirghizistan, Kuwait, Oman, Palestina, Qatar, Uzbekistan |
| 2023 | Hong Kong, India, Libano, Malaysia, Siria, Tagikistan, Thailandia, Vietnam |
| 2019 | Filippine, Turkmenistan, Yemen |
| 1984 | Singapore |
| 1980 | Bangladesh |
| 1976 | Yemen del Sud |
| 1972 | Repubblica Khmer |
| 1968 | Birmania, Israele1, Taiwan |
| 1960 | Vietnam del Sud |

1dal 1974 non più membro AFC

### Nazionali mai qualificate alla fase finale della competizione
Afghanistan,  Bhutan,  Brunei,  Guam,  Laos,  Macao,  Maldive,  Mongolia,  Nepal,  Pakistan,  Sri Lanka,  Timor Est

### Edizioni consecutive da cui una squadra è qualificata
Statistiche aggiornate all'edizione 2023
| Num | Squadre                                                 |
| 15  | Iran                                                    |
| 13  | Cina                                                    |
| 11  | Arabia Saudita                                          |
| 10  | Giappone                                                |
| 8   | Corea del Sud, Iraq, Uzbekistan                         |
| 7   | Qatar                                                   |
| 6   | Bahrein, Emirati Arabi Uniti                            |
| 5   | Australia                                               |
| 4   | Giordania                                               |
| 3   | Oman, Palestina                                         |
| 2   | India, Kirghizistan, Libano, Siria, Thailandia, Vietnam |
| 1   | Hong Kong, Indonesia, Malaysia, Tagikistan              |

## Statistiche

### Squadre
- Maggior numero di titoli consecutivi:
  - 3  Iran (1968, 1972, 1976)
- Squadre vincitrici al debutto (esclusa la prima edizione):
  -  Iran (1968),  Arabia Saudita (1984)
- Maggior numero di edizioni consecutive con vincitori diversi:
  - 4  Iraq (2007),  Giappone (2011),  Australia (2015),  Qatar (2019)
- Maggior numero di partecipazioni:
  - 16  Iran,  Corea del Sud
- Maggior numero di partecipazioni consecutive:
  - 16  Iran (1968 - 2027)
- Maggior numero di partecipazioni senza aver mai vinto un titolo:
  - 14  Cina (dal 1976 al 2027, tutte le edizioni)
- Minor numero di partecipazioni avendo vinto almeno un titolo:
  - 4  Israele (1956, 1960, 1964, 1968)
- Squadra qualificata solamente in quanto paese ospitante:
  -  Singapore (1984)
- Squadra che non ha mai fallito la qualificazione:
  -  Uzbekistan
- Squadra mai qualificata con il maggior numero di tentativi falliti:
  - 13  Pakistan
- Squadre sempre vincenti in finale:
  - 3  Iran (1968, 1972, 1976), 2  Qatar (2019, 2023), 1  Iraq (2007)
- Squadre sempre sconfitte in finale:
  - 2  Cina (1984, 2004), 1  India (1964),  Birmania (1968),  Emirati Arabi Uniti (1996),  Giordania (2023)
- Squadre sempre vincenti nella finale terzo posto:
  - 4  Corea del Sud (1964, 2000, 2007, 2011), 1  Israele (1968),  Thailandia (1972)
- Squadre sempre sconfitte nella finale terzo posto:
  - 2  Iraq (1976, 2015),  Vietnam del Sud (1956, 1960), 1  Repubblica Khmer (1972),  Corea del Nord (1980),  Bahrein (2004),  Giappone (2007),  Uzbekistan (2011)

### Partite
- Maggior numero di partite giocate:
  - 74  Iran
- Maggior numero di gol:
  - 9  Giappone -  Uzbekistan 8-1 (2000)
- Maggior divario di gol:
  - 8  Iran -  Yemen del Sud 8-0 (1976)
- Maggior numero di gol segnati e subiti:
  - 8  Iran -  Yemen del Sud 8-0 (1976),  Giappone -  Uzbekistan 8-1 (2000)

### Giocatori
- Maggior numero di titoli e titoli consecutivi:
  - 3 Parviz Ghelichkhani ( Iran, 1968, 1972, 1976)
- Maggior numero di gol:
  - 14 Ali Daei ( Iran)
- Maggior numero di gol in un'edizione:
  - 9 Almoez Ali ( Qatar, 2019)
- Maggior numero di gol in una partita:
  - 4 Behtash Fariba ( Iran - Bangladesh 7-0, 1980), Ali Daei ( Iran - Corea del Sud 6-2, 1996), Ismaeel Abdullatif ( Bahrein - India 5-2, 2011), Hamza Al-Dardour ( Giordania - Palestina 5-1, 2015), Almoez Ali ( Qatar - Corea del Nord 6-0, 2019)
- Gol più veloce:
  - 14 secondi Ali Mabkhout (Bahrein -  Emirati Arabi Uniti 1-2, 2015)
- Tripletta più veloce:
  - 9 minuti Ali Jabbari (80', 84', 88') ( Iran - Thailandia 3-2, 1972)
- Quadripletta più veloce:
  - 24 minuti Ali Daei (66', 76', 83', 89') ( Iran - Corea del Sud 6-2, 1996)

### Allenatori
- Plurivincitori e vincitori con squadre diverse
  - 2 Carlos Alberto Parreira ( Kuwait 1980,  Arabia Saudita 1988)